# Untertennig
Untertennig ist ein Gemeindeteil der Gemeinde Weißenbrunn im Landkreis Kronach (Oberfranken, Bayern).

## Geografie
Die Einöde liegt am Fuße der Anhöhe Kugel (467 m ü. NHN, 0,8 km südöstlich). Eine Gemeindeverbindungsstraße führt an Neutennig vorbei nach Reuth zur Kreisstraße KC 5 (0,9 km nordöstlich) bzw. nach Eichenbühl (0,6 km südwestlich).

## Geschichte
Gegen Ende des 18. Jahrhunderts gehörte Untertennig zur Realgemeinde Eichenbühl. Das Hochgericht übte das bambergische Centamt Weismain aus, was vom bambergischen Centamt Kronach bestritten wurde. Die Grundherrschaft über das Gütlein hatte das Lehenhof Bamberg.
Mit dem Gemeindeedikt wurde Untertennig dem 1808 gebildeten Steuerdistrikt Küps und der 1818 gebildeten Ruralgemeinde Eichenbühl zugewiesen. Am 1. Juli 1971 wurde Untertennig im Zuge der Gebietsreform in Bayern in Weißenbrunn eingegliedert.

### Einwohnerentwicklung
| Jahr      | 001818 | 001861 | 001871 | 001885 | 001900 | 001925 | 001950 | 001961 | 001970 | 001987 |
| Einwohner |        | 9      | 7      | 4      | 5      | 5      | 5      | 7      | 5      | 6      |
| Häuser    | 1      |        |        | 1      | 1      | 1      | 1      | 1      |        | 1      |
| Quelle    | [ 5 ]  | [ 7 ]  | [ 8 ]  | [ 9 ]  | [ 10 ] | [ 11 ] | [ 12 ] | [ 13 ] | [ 14 ] | [ 1 ]  |

## Religion
Der Ort ist evangelisch-lutherisch geprägt und  nach Weißenbrunn gepfarrt.